# Боговитин
Боговитин — волынский боярин первой половины XV века, основатель шляхетского рода Боговитиных (Боговитиновичей). 
Впервые упоминается 6 сентября 1431 года среди девяти поручителей за группу знатных литовцев и русинов, освобождённых из плена королём Владиславом Ягайло вследствие соглашения между Великим княжеством Литовским и Польшей. По мнению российского исследователя Сергея Полехова, Свидригайло Ольгердович сблизился с волынской знатью, в том числе Боговитином, во время Луцкой войны на почве обоюдной борьбы против включения Волыни в состав Польского королевства  . 
По состоянию на июль 1437 года имя Боговитина фиксируется источниками в среде ближайшего окружения Свидригайло. Впрочем, в период существования отдельного Волынского княжества во главе с последним (1442—1452) упоминания о боярине в канцелярских документах этого политического образования почти прекращаются. По мнению историка Владимира Собчука, данное обстоятельство может свидетельствовать о переходе Боговитина в лагерь сторонников центрального правительства Великого княжества Литовского . 
От Казимира IV Боговитин получил сёла Неплах, Козерады и Овза, находящиеся в Подляшье. Королевские привилегии датируются в промежутке между 1440 и 1452 годом . 
Боговитин имел сыновей Богуша, Льва и Петра и двух дочерей: Анну, которая вышла замуж в 1488 году за подскарбия Андрея Александровича из рода Солтанов, и ещё одну, имя которого неизвестно, но вступившей в брак с князем Андреем Фёдоровичем Полубинским. Сыновья были родоначальниками разных ветвей рода, который просуществовал более двух столетий и дал 7 поколений . 
Согласно Adnotationes spectantes ad familias Яна Замойского, на печати Боговитина, которая не сохранилась до наших дней, содержалось изображение в готическом щите герба в виде трех врубов, более известного из позднейших источников под названием Корчак  .